# Refugiați sud-sudanezi
Refugiații sud-sudanezi sunt persoane originare din Sudanul de Sud care caută refugiu în afara granițelor țării lor de origine. În istoria recentă, Sudanul de Sud a fost scena unor conflicte prelungite și a unor războaie civile, precum și a unor schimbări de mediu, în special a deșertificării. Aceste forțe au dus nu numai la violență și foamete, ci și la migrația forțată a unui număr mare de locuitori sudanezi, atât în interiorul, cât și în afara granițelor țării.

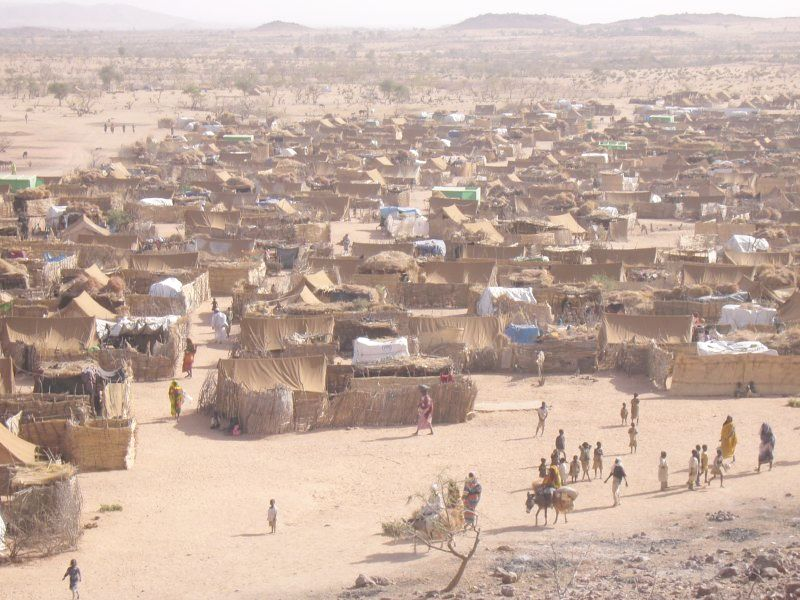
O tabără de refugiați din Darfur, Ciad

Mișcarea populațiilor în interiorul și în jurul teritoriului actualului Sudan de Sud și al vecinilor săi, în scopuri comerciale, de oportunități, variații climatice și conflicte, nu este unică în istoria recentă sau contemporană. Cu toate acestea, astfel de mișcări s-au intensificat și au devenit relativ mai concentrate din cauza războiului civil prelungit, a violenței interpopulaționale pe criterii etnice și politice, a secetelor și foametei ulterioare din anii 1980 și a urgențelor umanitare și a foametei rezultate din cauza răspunsului inadecvat la crizele anterioare din partea organizațiilor internaționale de ajutor. Mișcările persoanelor sunt, de asemenea, în mod inerent mai problematice peste granițele internaționale, ceea ce poate fi în contradicție cu fluxul natural al populației din regiune.
În 1956, Sudanul de Sud a devenit o țară independentă, evitând influența imperialistă britanică, și astfel a început să aibă în guvern reprezentanți majoritari musulmani în regiunea nordică, favorizând conflictul actual, din cauza diferențelor etnice în principal din regiunea sudică, care a avut reacții față de guvern, care în 1983 a decis să impună legi islamice în întreaga țară, producându-se, în acest context, apariția rezistenței armate față de guvernul SPLA/M (Armata/Mișcarea Populară de Eliberare a Sudanului).
Conflictul continuă apoi până în prezent, cu războaie civile în Sudanul de Sud și intrigi între Sudan. Fiind o țară aflată în criză încă de la obținerea independenței sale și care a dezvoltat factori agravanți din cauza reconfigurării spațiului geografic și a globalizării, este necesar să analizăm inserția Sudanului de Sud în lume, în special accentul pus pe alianța sa cu Liga Arabă și Organizația Conferinței Islamice (OIC) - care s-a poziționat de diferite părți ale conflictului, pe lângă legătura dintre amplasarea sa și instabilitatea politică și unele teritorializări, cum ar fi pluralitatea identităților culturale, precum și fundamentele religioase, care sunt puncte importante pentru conflictul care generează fluxuri extrem de mari de refugiați. Ca exemplu de complexitate și inegalitate în dezvoltare, Sudanul de Sud prezintă refugiații ca o piesă cheie, demonstrând cel mai înalt grad de excluziune la care poate fi supus un individ, deoarece țara este inserată într-un proces de reconstrucție a teritoriului, impactul cauzat de fluxul de refugiați în țările de frontieră îngreunează și mai mult problema crizelor umanitare.
| Regiuni și țări cu o populație semnificativă de sud-sudanezi |           |
| Sudan                                                        | 4.644.800 |
| Egipt                                                        | 4.113     |
| Republica Centrafricană                                      | 16.969    |
| Ciad                                                         | 209.000   |
| Uganda                                                       | 47.401    |
| Kenya                                                        | 37.865    |
| Etiopia                                                      | 40.141    |
| Eritreea                                                     | 215       |
| Republica Democrată Congo                                    | 33.168    |